# Летење (град)
Летење (мађ. Letenye, хрв. Letinja) град је у западној Мађарској. Летење је град у оквиру жупаније Зала.
Град има 4.312 становника према подацима из 2007. године.
Код града Летење налази се најважнији гранични прелаз између Мађарске и Хрватске.

## Положај града
Град Летење се налази у крајње југозападном делу Мађарске, близу државне границе Мађарске са Хрватском, која се налази свега 3 километра западно од града. Од престонице Будимпеште град је удаљен 230 километара западно.
Летење се налази у западном делу Панонске низије, у бреговитом подручју. Надморска висина града је око 150 m. Западно од града протиче река Мура, која је истовремено и граница према суседној Хрватској.

## Становништво
Летење је имало 4.312 становника према подацима из 2007. године. Већина су Мађарим, уз ромску и хрватску мањину.

## Галерија
- Римокатолички храм у Летењу
- Дворац у околини града
- Мађарски гранични прелаз Летење